# Гуляренко Степан Никифорович
Степан Никифорович Гуляренко (1894, село Гранів, Подільська губернія, Російська імперія — дата та місце смерті не відомі, СРСР) — колгоспник, агроном, Герой Соціалістичного Труда (1948).

## Біографія
Народився в 1894 році в селі Гранів, Подільська губернія (сьогодні — Гайсинський район Вінницької області).
В 30-ті роки XX століття переїхав у Джамбульську область Казахської АРСР.
C 1936 року працював головним агрономом у Меркенському районному управлінні сільського господарства. Завдяки діяльності Степана Гуляренка колгоспи Меркенського району у 1947 році перевиконали план по урожаю на 44,2 %. За ефективне застосування агрономічних методів на території Меркенського району Степан Гуляренко удостоєний у 1948 році звання Героя Соціалістичної Праці.
Проживав у с. Мерке Джамбульської області.

## Нагороди
- Герой Соціалістичної Праці (1948);
- Орден Леніна (1948);